# Dryopsophus robinsonae
Espèce
Synonymes
- Litoria robinsonae Oliver, Stuart-Fox & Richards, 2008

Dryopsophus robinsonae est une espèce d'amphibiens de la famille des Pelodryadidae.

## Répartition
Cette espèce est endémique de la province du Golfe en Papouasie-Nouvelle-Guinée. Elle se rencontre dans le bassin du fleuve Lakekamu.

## Description
Les mâles mesurent de 28,3 à 28,7 mm.

## Étymologie
Cette espèce est nommée en l'honneur de Margaret Ann Clare Robinson.

## Publication originale
- Oliver, Stuart-Fox & Richards, 2008 : A New Species of Treefrog (Hylidae, Litoria) from the Southern Lowlands of New Guinea. Current Herpetology, vol. 27, no 1, p. 35-42.